# Mount-Hypipamee-Nationalpark
 Der Mount-Hypipamee-Nationalpark liegt in Queensland, Australien, 25 Kilometer südlich von Atherton, 15 Kilometer von Malanda und 115 Kilometer von Cairns entfernt. Dieser Nationalpark ist Teil der Wet Tropics of Queensland, die seit 1988 in die Liste des UNESCO-Welterbes eingetragen sind.

## Aborigines
In dem Gebiet des Mount-Hypipamee-Nationalparks lebten die Aborigines der Ngadjonji und Jirrbal. In den Vorstellungen der Traumzeit der Ngadjonji, die der Maler Warren Canendo in einem Bild ausdrückte, schuf die Regenbogenschlange die vier nahe aneinander liegenden Maare Lake Eacham, Lake Barrine, Lake Euramoo und den Kratersee des Mount Hypipamee (Naypa Naypami). In ihren Vorstellungen sollen die Seen unterirdisch miteinander verbunden sein, was sich nach Tauchgängen nicht bestätigte.

## Geologie und Geographie
Im Zentrum des Nationalparks liegt ein 82 Meter tiefer Krater, der durch eine Gasexplosion entstand. Als sich die Explosion ereignete, zertrümmerte sie die aus Granit bestehende Gesteinsschicht und schleuderte Gesteinsbruchstücke durch die Luft, während lediglich geringe Teile vulkanischen Materials an die Erdoberfläche austraten. Heute ist der Krater mit einem durch Regenwasser gespeisten See von etwa 70 Meter Durchmesser gefüllt.
Der Gipfel des Mount Hypipamee liegt auf einer Höhe von etwas mehr als 1.000 m über dem Meer.

## Flora und Fauna
Der Nationalpark beherbergt zwei unterschiedliche Vegetationsformen. In den höher gelegenen Gebieten um den Parkplatz und am Wanderweg zum Krater ist es feucht und kühl: Dort wachsen Regenwaldpflanzen. Demgegenüber wechselt der Bewuchs auf den rötlichen Böden aus verwittertem Basalt zwischen tropischem Regenwald und trockenem, offenem Wald.
Im Mount-Hypipamee-Nationalpark wurden Fuchskusu (Trichosurus vulpecular), Lemuren-Ringbeutler (Hemibelideus lemuroids), Dactylopsila trivirgata, Kurzkopfgleitbeutler (Petaurus breviceps), Riesengleitbeutler (Petauroides volans) und Federschwanz-Gleitbeutler (Acrobates sp.) beobachtet; gelegentlich auch das Lumholtz-Baumkänguru (Dendrolagus lumholtzi).
Von der Avifauna sind erwähnenswert das Buschhuhn (Alectura lathami), Goldohr-Honigfresser (Meliphaga lewinii), Lichenostomus frenatus, Viktoria-Paradiesvogel (Ptiloris victoriae), Säulengärtner (Amblyornis newtonianus), Ailuroedus melanotis und Zahnlaubenvogel (Scenopoeetes dentirostris).

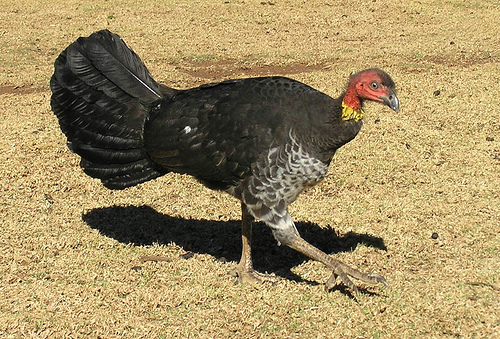
Buschhuhn
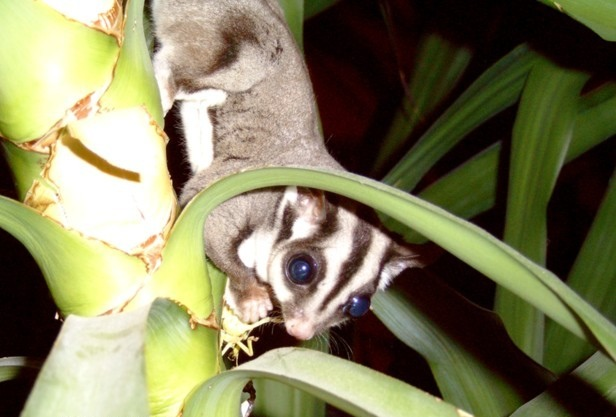
Kurzkopfgleitbeutler
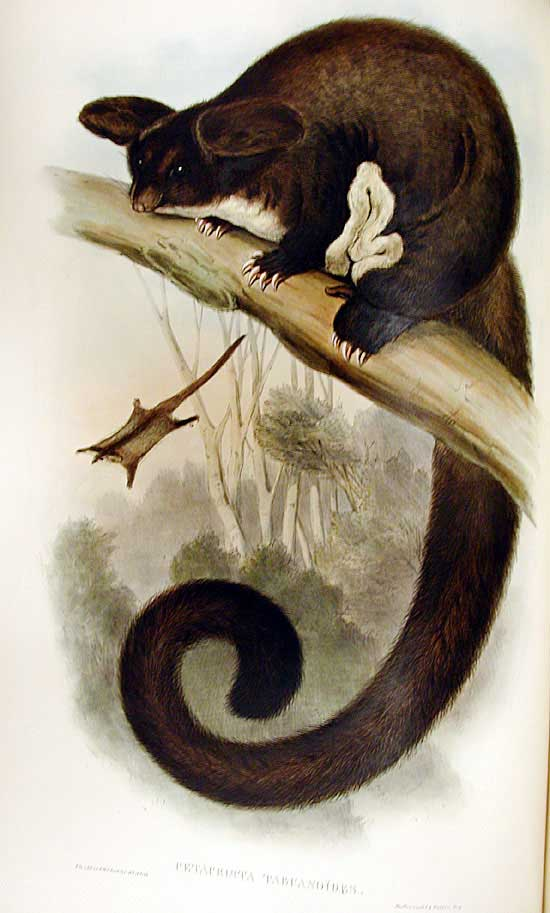
Riesengleitbeutler

## Tourismus
Vom Parkplatz aus führt ein 400 m langer Wanderweg zum Kratersee. Er endet an einer Plattform, die einen Blick auf den Kratersee ermöglicht. Ein alternativer Rückweg führt über die Dinner Falls, eine Reihe von Kaskaden im Barron River. Im Park ist Camping nicht erlaubt.